# Belweder
Belweder (polnisch) ist ein rund 250 m hoher Berg auf King George Island im Archipel der Südlichen Shetlandinseln. Er ragt zwischen dem Zalewski-Gletscher und dem Doctors Icefall an der Goulden Cove auf.
Polnische Wissenschaftler benannten ihn 1980 nach dem Warschauer Belvedere, Wohnsitz des Staatspräsidenten Polens.